# Blue Planet Software
Blue Planet Software, Inc., är en datorspelutvecklare och utgivare grundat i Japan 1980 som Bullet-Proof Software). Blue Planet Software är ett separat företag grundat av Henk Rogers på Hawaii in 1996.

### Fotnoter
1. ↑  hämtat från: engelskspråkiga Wikipedia.[källa från Wikidata]
2. ↑  hämtat från: italienskspråkiga Wikipedia.[källa från Wikidata]